# Луїджі Гріффанті
Луїджі Гріффанті (італ. Luigi Griffanti, 20 квітня 1917, Турбіго — 2 травня 2006) — італійський футболіст, що грав на позиції воротаря, зокрема за «Фіорентину», а також національну збірну Італії.

## Клубна кар'єра
Народився 20 квітня 1917 року в місті Турбіго. Вихованець юнацьких команд футбольного клубу «Амброзіана-Інтер».
У дорослому футболі дебютував 1935 року виступами за третьолігову команду «Віджевано», в якій провів три сезони, взявши участь у 75 матчах чемпіонату. 
1938 року став гравцем друголігової «Фіорентини», у складі якої у першому ж сезоні здобув підвищення у класі до елітного італійського дивізіону. Захищав ворота «фіалок» до 1946 року, взявши участь у майже 150 іграх в чемпіонатах, 1940 року ставши володарем Кубка Італії. Протягом 1943–1944 років в турнірах воєнного часу грав за «Торіно ФІАТ».
Згодом з 1946 по 1950 рік грав за «Венецію», а завершував ігрову кар'єру у нижчоліговому «Каррарезе», за який виступав протягом 1950—1955 років.

## Виступи за збірну
1942 року взяв участь у двох офіційних матчах у складі національної збірної Італії.
Помер 2 травня 2006 року на 90-му році життя.
| Дата      | Місто | Господарі | Результат | Гості    | Турнір           | Голи | Примітки |
| --------- | ----- | --------- | --------- | -------- | ---------------- | ---- | -------- |
| 5-4-1942  | Генуя | Італія    | 4 – 0     | Хорватія | товариський матч | -    |          |
| 19-4-1942 | Мілан | Італія    | 4 – 0     | Іспанія  | товариський матч | -    |          |
| Усього    |       | Матчів    | 2         |          | Голів            | 0    |          |

## Титули і досягнення
- Володар Кубка Італії (1):

«Фіорентина»: 1939-1940